# Roland Eriksson (professor)
Karl Börje Roland Eriksson, född 19 oktober 1944, professor emeritus i Konstruktionsteknik för elektriska anläggningar vid KTH. 
Eriksson blev civilingenjör 1969 och teknologie doktor 1975, vid Skolan för elektro- och systemteknik vid KTH. Mellan åren 1969-1981 var Eriksson forskare och avdelningsföreståndare för Vattenfalls utvecklingsavdelning i Stockholm med inriktning  elektrisk högspänningsisolation och analys av brytare. Åren 1981-87 var han anställd vid ABB:s ställverksavdelning i Västerås ansvarig för teknisk marknadskommunikation. Eriksson utsågs till professor i konstruktionsteknik för elektriska anläggningar vid KTH 1988. Han var under tiden 1990-2006 prefekt vid Institutionen för Elektrotekniska system och från 2006 till 2009 föreståndare för Avdelningen för Elektrotekniks teori och konstruktion..
Eriksson har varit engagerad i ett antal internationella arbetsgrupper och kommittéer. Han var svensk ledamot i Cigré kommittéerna för isolation och isolermaterial samt sekreterare i IECs kommittéer för standardisering av kopplingsutrustningar och brytare. Eriksson var ordförande i SEKs kommittéer för standardisering av brytare, isolation och isolermaterial. Han var ordförande för IEEE Power Tech konferensen i Stockholm 1995 och Nord-Is 2001. 2010-2011 var Eriksson ordförande för Norska energiministeriets kommitté för utvärdering av en kabelförbindelse i Hardangerfjorden.
Erikssons forskning har bl.a. omfattat systemkrav för brytare och isolation, metoder för diagnos av elektrisk isolations åldring samt metoder för underhåll av elkraftsystem. Han har varit handledare och biträdande handledare för över 30 doktors- och licentiatarbeten.
Efter sin pensionering 2009 har Eriksson studerat turkiska språk vid Uppsala universitet, studerat svenska som andra språk (SVA) vid Stockholms universitet. och varit lärare i svenska.
Urval av publikationer
[1] Gavita Mugala, Per Pettersson, Roland Eriksson, "High frequency characteristics of water-tree degraded XLPE insulation in power cables," IEEE Transactions on Dielectrics and Electrical Insulation, (may) 2007, vol 14, No. 5, pp 1271-1277, (October) 2007
[2] Gavita Mugala, Roland Eriksson, Per Pettersson, "Dependence of XLPE Insulated Power Cable Wave Propagation Characteristics on design Parameters," IEEE Transactions on Dielectrics and Electrical Insulation, vol. 14 pp. 393-399, (apr) 2007
[3] Gavita Mugala, Roland Eriksson, Per Pettersson, "Comparing two measuring techniques for frequency characterization of power cable materials," IEEE Transaction on Dielectrics and Electrical Insulation, vol. 13, (no. 4,) pp. 712-716, (aug) 2006
[4] Lina Bertling, Ron Allan, Roland Eriksson, "A reliability-centred asset maintenance method for assessing the impact of maintenance in power distribution systems," IEEE Transactions on Power Systems, vol. 20, (no. 1,) pp. 75-82, (feb) 2005
[5] Ruslan Papazyan, Per Pettersson, Hans Edin, Roland Eriksson, Uno Gäfvert, "Extraction of the high frequency power cable characteristics from S-parameter measurements," IEEE Transactions on Dielectrics and Electrical Insulation, vol. 11 pp. 461-470, (jun) 2004
[6] Roberts Neimanis, Roland Eriksson, "Diagnosis of moisture in oil/paper distribution cables. Part II: Water penetration in cable insulation – experiment and modelling," IEEE transactions on power delivery, vol. 19 pp. 15-20, (oct) 2004
[7] Roberts Neimanis, Roland Eriksson, "Diagnosis of moisture in oil/paper distribution cables. Part I: Estimation of moisture content using frequency domain spectroscopy," IEEE transactions on power delivery, vol. 19 pp. 9-14, (jan) 2004
[8] Gavita Mugala, Roland Eriksson, Uno Gäfvert, Per Pettersson, "Measurement technique for high frequency characterization of semiconducting materials in extruded cable," IEEE Transactions on Dielectrics and Electrical Insulation, vol. 11 pp. 471-480, (jun) 2004
[9] Ruslan Papazyan, Roland Eriksson, "Calibration for Time Domain Propagation Constant Measurements on Power Cables," IEEE Transaction on Instrumentation and Measurement, vol. 52 pp. 415-418, (apr) 2003
[10] Peter Werelius, Peter Thärning, Roland Eriksson, Björn Holmgren, Uno Gäfvert, "Dielectric Spectroscopy for Diagnosis of WaterTree Deterioration in XLPE Cables," IEEE Transactions on Dielectrics and Electrical Insulation, vol. 8 pp. 27-42, (mar) 2001